# بلاطة الوافل

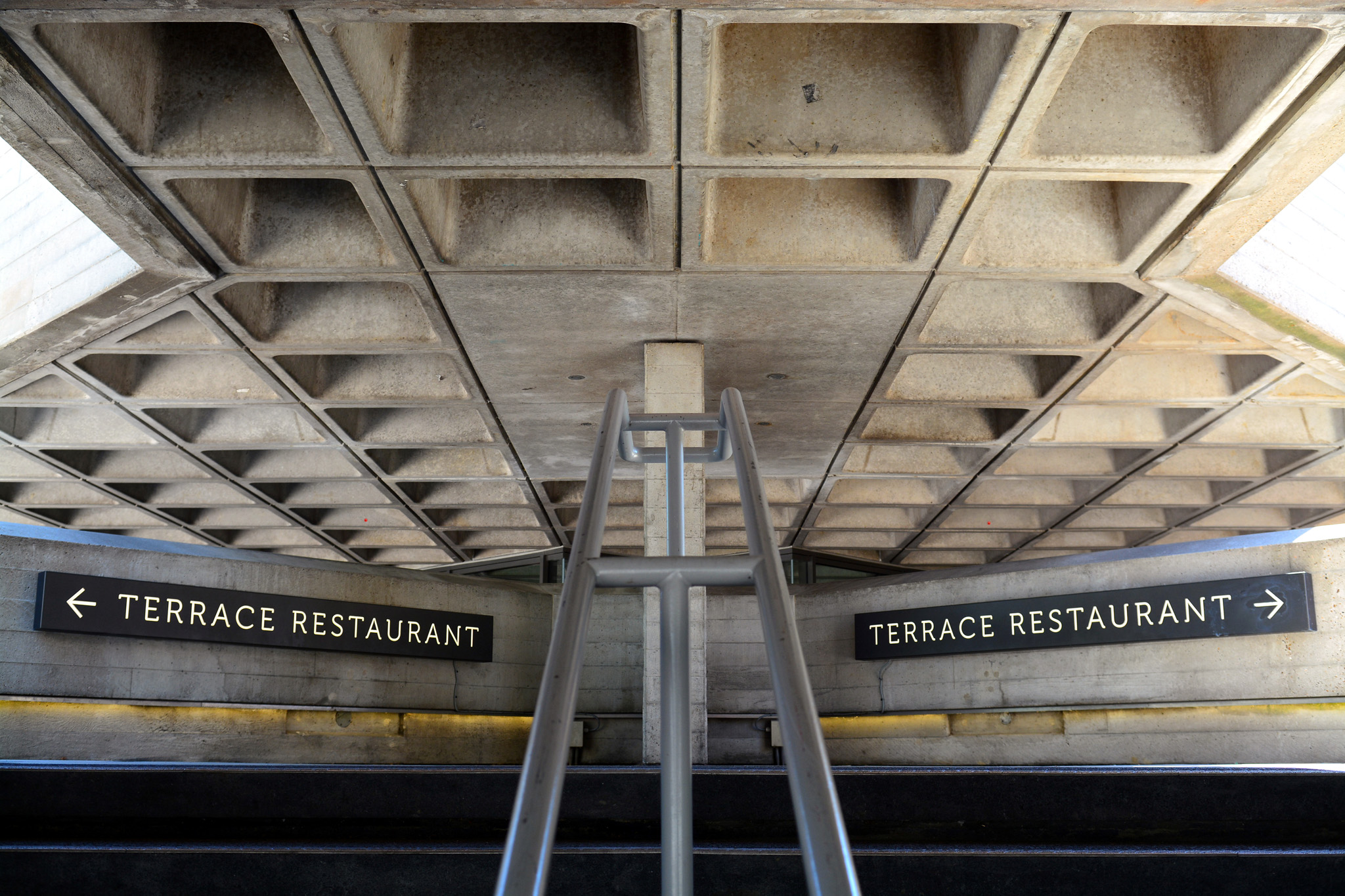
الجانب السفلي من بلاطة الوافل ، والتي تبين هيكل الشبكة

بلاطة الوافل أو بلاطة عارضة ثنائية الاتجاه هي بلاطة خرسانية مصنوعة من الخرسانة المسلحة مع وجود عوارض خرسانية في اتجاهين على الجانب السفلي.  الوافل اسم يأتي من نمط الشبكة التي أنشأتها عوارض التسليح.
يفضل استخدام بلاطات الوافل في الامتدادات التي تزيد عن 40 قدم (12 م) ، كونها أقوى بكثير من البلاطات المسطحة والبلاطات المسطحة ذات لوحات الإسقاط والبلاطات ثنائية الاتجاه والبلاطة أحادية الاتجاه، أو البلاطة الرافعة أحادية الاتجاه. 

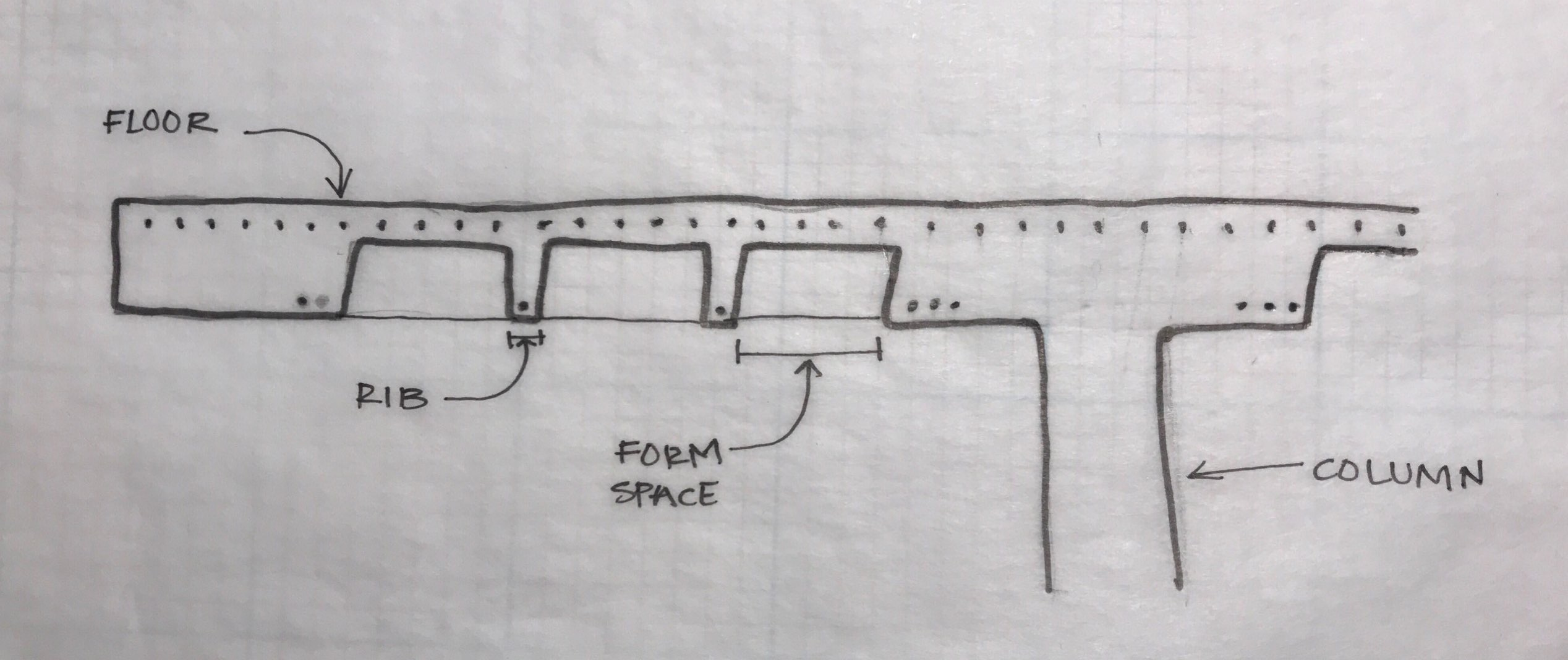
مقطع من بلاطة الوافل بما في ذلك الكمرة ، الأضلاع ، ورأس العمود

## وصف
تكون بلاطة الوافل مسطحة من الأعلى، بينما تنتج العوارض شبكة مثل السطح في الأسفل. يتم تشكيل الشبكة عند إزالة القوالب بعد تصلب الخرسانة.
صمم هذا الهيكل ليكون أكثر صلابة عند استخدامه لفترات أطول وبأحمال أثقل. 
إن هذا النوع من الهياكل، بسبب صلابته، يوصى به للمباني التي تتطلب الحد الأدنى من الاهتزاز، مثل المختبرات ومرافق التصنيع . يستخدم أيضاً في المباني التي تتطلب مساحات مفتوحة وكبيرة، مثل المسارح أو محطات القطار .  تتكون بلاطة الوافل من القوالب المعقدة، وقد تكون أكثر تكلفة من الأنواع الأخرى من الألواح، ولكن اعتماداً على المشروع وكمية الخرسانة اللازمة قد تكون أرخص تكلفة.

## عملية البناء
يمكن تصنيع بلاطة الوافل بطرق مختلفة ولكن هناك حاجة إلى أشكال عامة لإعطاء شكل الوافل للبلاطة.
تتكون القوالب من العديد من العناصر: بروز الوافل، الداعمات الأفقية، والداعمات العمودية، تقاطعات مكعب، صفائح الفجوة، المشابك وقضبان الصلب.  يتم أولاً بناء الدعامات، ثم يتم ترتيب البروز في اماكنها، وأخيراً يتم صب الخرسانة.
قد تتم هذه العملية بثلاث طرق مختلفة، لكن الطريقة الأساسية هي نفسها في كل منها:
- في الموقع: تحدث أعمال صب الخرسانة وصب الخرسانة في الموقع، ثم يتم تجميع البلاطة (إذا لزم الأمر). [4]
- مسبقة: تصنع الألواح في مكان آخر ثم يتم إحضارها إلى الموقع وتجميعها.
- مسبقة الصنع : يتم دمج التعزيزات في البلاطة أثناء تصنيعها، دون الحاجة إلى تعزيز التجميع في الموقع. هذا هو أغلى خيار.

### تصميم بلاطة الوافل
تم وضع أدلة مختلفة للمهندسين المعماريين والمهندسين لتحديد المعاملات المختلفة لبلاطات الوافل، وخاصةً الأبعاد الكلية للسمك والأضلاع. فيما يلي قواعد الإبهام، والتي يتم شرحها بشكل أكبر في المخططات المرفقة تالياً:

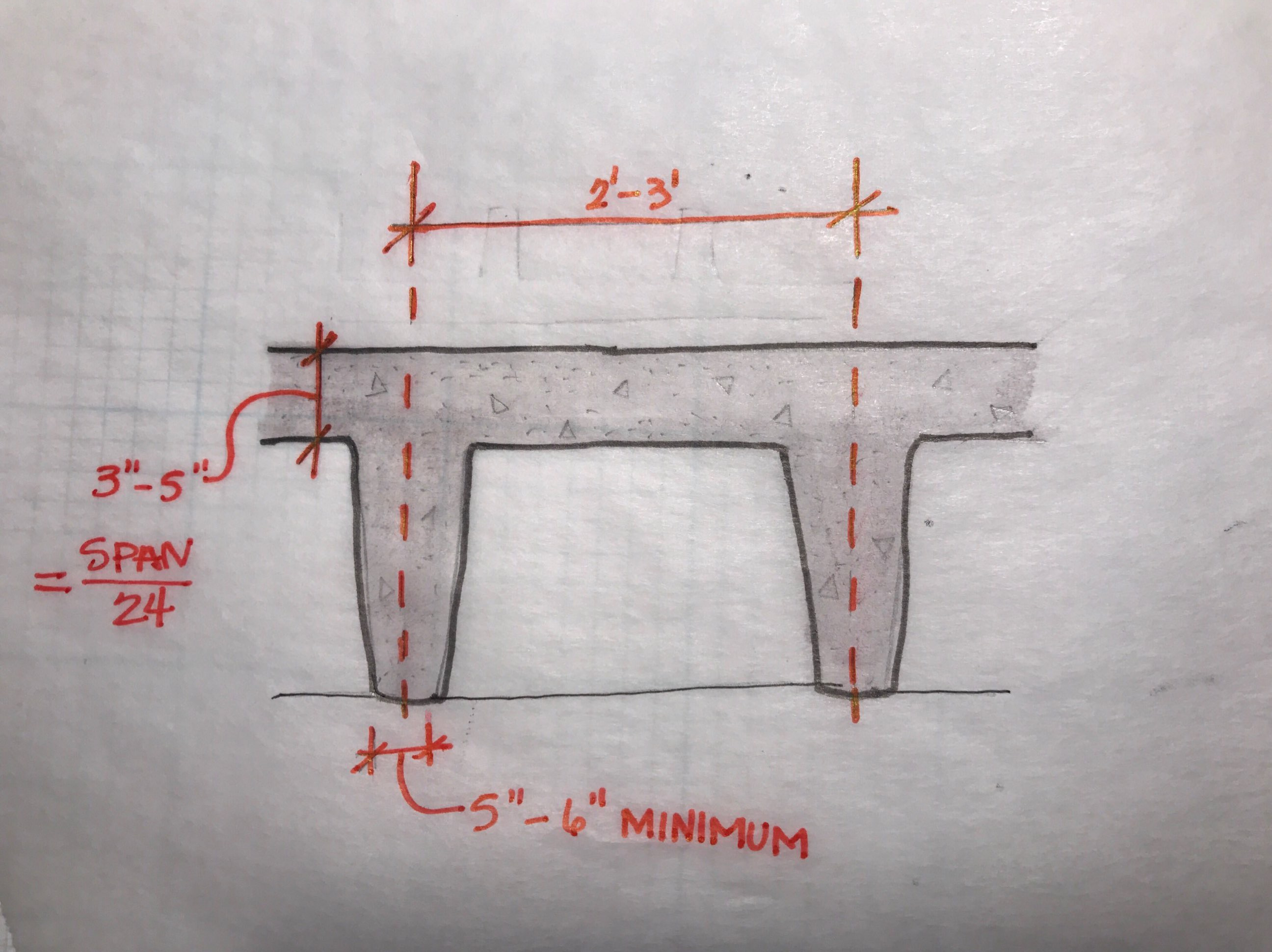
يُظهر الرسم التخطيطي عرض البلاطة والأضلاع مع قواعد صيغة الإبهام

- يكون عمق البلاطة عادةً بسمك 75 مليمتر (3 بوصة) إلى 130 مليمتر (5 بوصة) . [5] [3] وكقاعدة عامة، يجب أن يكون العمق 1\24 من الامتداد.
- عرض الأضلاع عادة 130 مليمتر (5 بوصة) إلى 150 مليمتر (6 بوصة) ، والأضلاع عادة ما يكون مسلحة بقضيب الفولاذ.
- عادة ما تكون المسافة بين الأضلاع 915 مليمتر (3 قدم) .
- يجب أن يكون ارتفاع الأضلاع والكمرة 1\25 للامتداد بين الأعمدة.
- يجب أن يكون عرض المنطقة الصلبة حول العمود 1\8 من الامتداد بين الأعمدة. يجب أن يكون ارتفاعه نفس الأضلاع.  رسم تخطيطي يوضح ضلع بلاطة الوافل وقاعدة إرتفاع الكمرة لصيغة الإبهام.

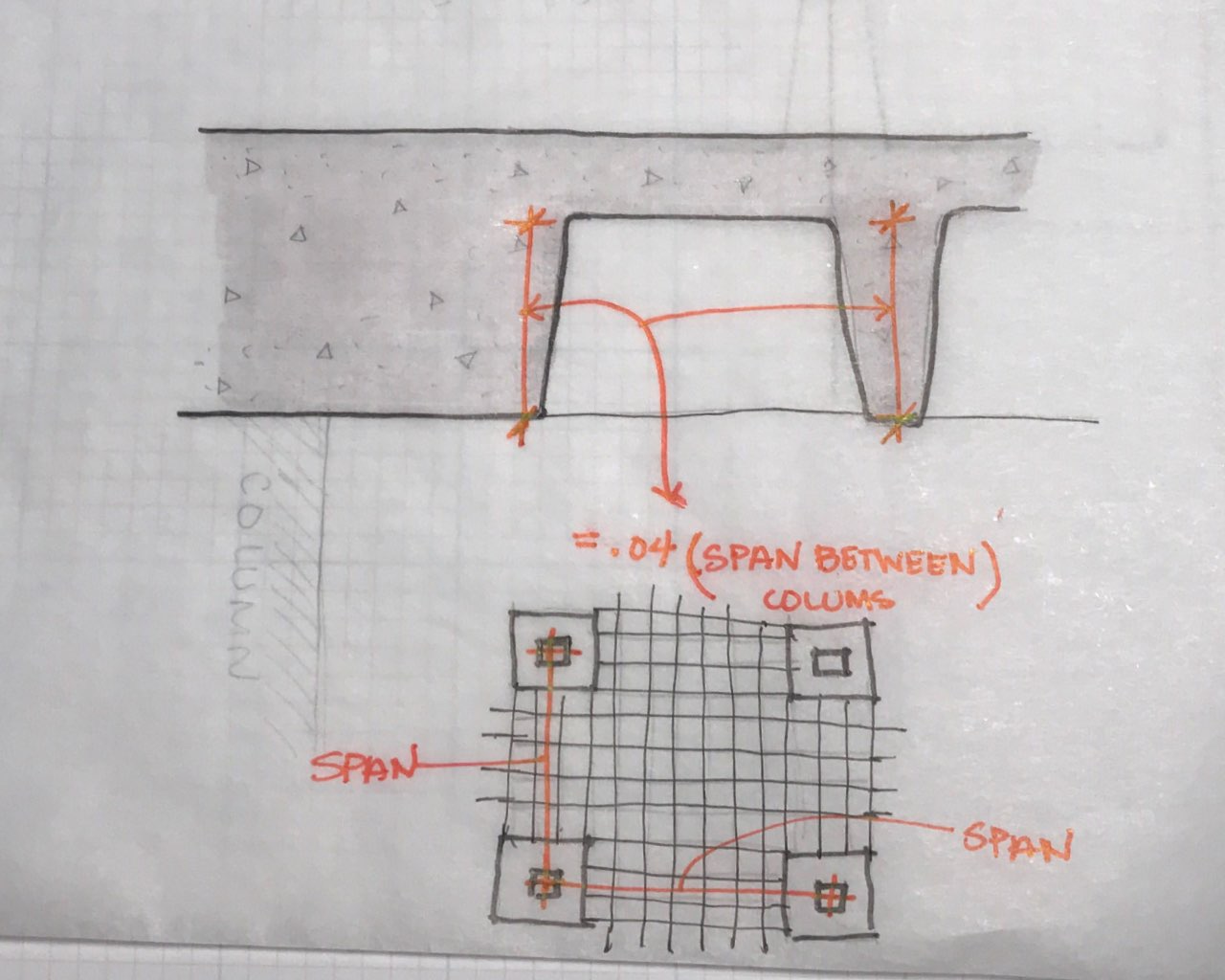
رسم تخطيطي يوضح ضلع بلاطة الوافل وقاعدة إرتفاع الكمرة لصيغة الإبهام.

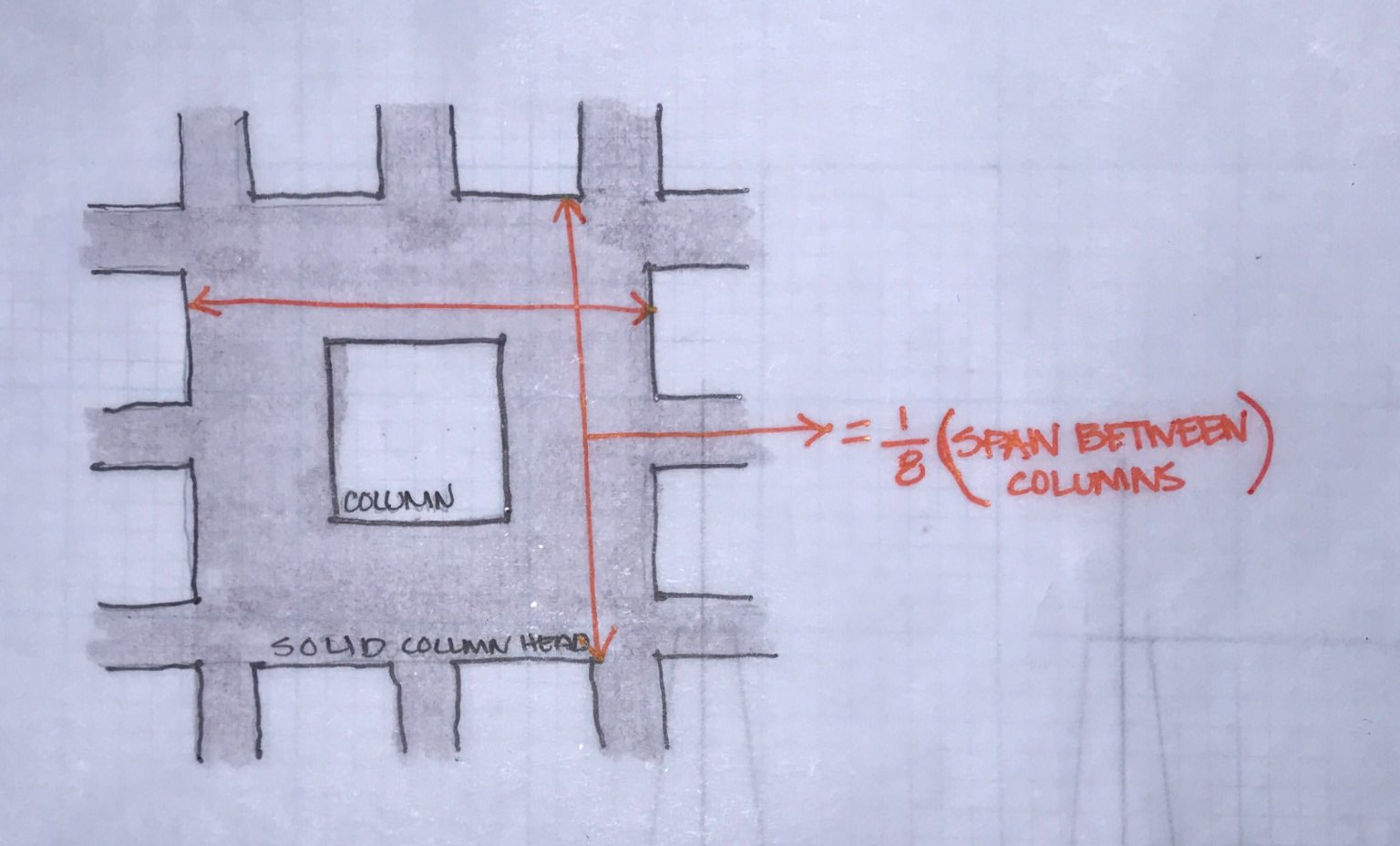
يعرض الرسم التخطيطي عرض رأس العمود مع قاعدة صيغة الإبهام

## المزايا والحسنات
للبلاطة الصندوقية العديد من المزايا:
- يفضل استخدامها في المنشآت الي تتطلب اهتزازات أقل، وتُمتص هذه الاهتزازات عبر انتقالها عن طريق الأعصاب المسلحة في الاتجاهين.
- تعد اقتصادية أكثر، وبالتالي تكون صديقة للبيئة باستخدامها مواد أقل، بالأخص عند تصميم بلاطات كبيرة نسبيًا.
- يعراها البعض أكثر جمالية.[4]
- تتحمل الأحمال أكثر من البلاطة التقليدية التي تنتقل فيها الأحمال باتجاه واحد.
- يمكن صب القوالب فيها باستخدام العديد من المواد؛ إما الخشب أو القوالب الخرسانية أو القوالب الحديدية.
- وجود الفراغات بين الأعصاب يمكن استخدامها والاستفادة منها في الخدمات الميكانيكية والكهربائية والسباكة. [6]

## سيئاتها
- تكلفتها أكبر بسبب حاجتها لأعمال طوبار أكثر ووقت أطول.
- سماكتها أكبر من سماكة البلاطة الملساء، ونتيجة لذلك تصبح الارتفاعات بين الطوابق أكبر حتى نحصل على الارتفاع الكافي لوضع الخدمات الصحية وغيرها في المبنى.
- لا يُفضل استخدامها في الأسطح المائلة، بل يفضل استخدامها في الأسطح المستوية.

## من الأمثلة المنفَّذة على أرض الواقع
- المسرح الملكي الوطني في لندن، المملكة المتحدة (بالإنجليزية: Royal National Theatre, London, United Kingdom).
- مبنى قطارات الأنفاق في واشنطن (باللغة الإنجليزية: (Washington Metro Building.
- مبنى الاتصالات السلكية واللاسلكية اللوجستيكية في مدريد، إسبانيا (بالإنجليزية:Logistic and Telecommunication SL, Madrid, Spain).[7]
- بيت بارانغارو في سيدني، أستراليا (بالإنجليزية:Barangaroo House, Sydney, Australia ).[8]
- مبنى جي إس 1 بورتوغال، لشبونة، البرتغال (باللغة الإنجليزية: GS1 Portugal, Lisboan, Portugal).[9]
- قاعة جال بريث، جامعة كاليفورنيا في سان دييغو، كاليفورنيا (باللغة الإنجليزية: Galbraith Hall, University of California, San Diego, California ).[10]
- بيت أو دي دي، كيتو، الإكوادور (باللغة الإنجليزية: odD House, Quito, Ecuador).[11]